# Saison 1945-1946 de l'AS Saint-Étienne
Chronologie
Saison précédente Saison suivante
Cet article fournit diverses informations sur la saison 1945-1946 de l'AS Saint-Étienne, un club de football français basé à Saint-Étienne (Loire).

## Résumé de la saison
- Le championnat professionnel est réinstallé par la  Fédération française de football avec les mêmes clubs qu'en 1939. Cependant, Fives, Excelsior et Antibes ne reverront plus la D1. Leurs remplaçants seront Lyon, le Red Star et Rouen.
- Le recrutement est cette année encore important autant en quantité qu'en qualité. En effet, le club recrute Davin, Huguet, Scallon et Kader Firoud.
- La saison des Verts est très bonne, en effet, ils finissent second du championnat. Malgré une moyenne supérieure à 10 000 spectateurs, cette seconde place ne suscite pas autant d'engouement qu'on pourrait le penser.
- Ignace Tax arrête carrière de joueur pour être uniquement entraîneur.

## Équipe professionnelle

### Transferts
Sont considérés comme arrivées, des joueurs n’ayant pas joué avec l’équipe 1 la saison précédente.
| Nom                | Nationalité | Poste     | Transfert               | Provenance/Destination | Division   |
| ------------------ | ----------- | --------- | ----------------------- | ---------------------- | ---------- |
| Arrivées           |             |           |                         |                        |            |
| Charles Davin      |             | Gardien   | Transfert               | Stade rennais FC       | Division 1 |
| Albert Tricon      |             | Gardien   | -                       | -                      | -          |
| Albert Haroux      |             | Milieu    | -                       | -                      | -          |
| Gracioso Benacchio |             | Milieu    | -                       | -                      | -          |
| Guy Huguet         |             | Milieu    | Transfert               | Stade clermontois      | -          |
| André Calligaris   |             | Milieu    | -                       | -                      | -          |
| Joseph Rich I      |             | Milieu    | -                       | -                      | -          |
| Hector Scallon     |             | Milieu    | -                       | -                      | -          |
| Kader Firoud       |             | Milieu    | Transfert               | Toulouse FC            | -          |
| Départs            |             |           |                         |                        |            |
| René Llense        |             | Gardien   | -                       | -                      | -          |
| Antoine Gorius     |             | Gardien   | Transfert               | FC Metz                | Division 1 |
| Pierre Garonnaire  |             | Défenseur | -                       | -                      | -          |
| Hubert Morel       |             | Défenseur | -                       | -                      | -          |
| Joseph Rich II     |             | Défenseur | -                       | -                      | -          |
| Antoine Fuchs      |             | Milieu    | Transfert               | -                      | -          |
| Louis Crosignani   |             | Milieu    | -                       | -                      | -          |
| Gabriel Boirayron  |             | Milieu    | -                       | -                      | -          |
| Ignace Tax         |             | Attaquant | Reconversion entraîneur | AS Saint-Étienne       | Division 1 |
| Jean Godet         |             | Attaquant | -                       | -                      | -          |
| Francis Pérone     |             | Attaquant | -                       | -                      | -          |
| Maryan Mielkarek   |             | Attaquant | -                       | -                      | -          |
| Aimé Richier       |             | Attaquant | -                       | -                      | -          |

### Championnat

#### Matchs allers
| Date       | N o | Adversaire               | Lieu | Résultat | Buteurs pour Saint-Étienne                      | Points |
| ---------- | --- | ------------------------ | ---- | -------- | ----------------------------------------------- | ------ |
| 26/08/1945 | J01 | CO Roubaix-Tourcoing     | Dom. | 1 - 3    | Scallon 19e                                     | 0      |
| 02/09/1945 | J02 | Olympique de Marseille   | Dom. | 4 - 1    | Rodriguez 47e, Firoud 65e 81e, Cuissard 85e     | 2      |
| 09/09/1945 | J03 | FC Rouen                 | Dom. | 3 - 1    | Scallon 2e, Brusseaux 17e, Haroux 48e           | 4      |
| 16/09/1945 | J04 | RC Strasbourg            | Ext. | 3 - 2    | Firoud                                          | 4      |
| 23/09/1945 | J05 | FC Sète                  | Dom. | 6 - 2    | Brusseaux , Rodriguez , Scallon , Firoud -      | 6      |
| 30/09/1945 | J06 | Stade de Reims           | Ext. | 1- 3     | Brusseaux 14e, Rodriguez                        | 8      |
| 07/10/1945 | J07 | Red Star Olympique       | Dom. | 3 - 2    | Brusseaux 58e, Scallon 67e, Cuissard 89e (pen.) | 10     |
| 14/10/1945 | J08 | AS Cannes                | Ext. | 1 - 4    | Alpsteg 2e, Scallon 10e 53e, Rodriguez 44e      | 12     |
| 20/10/1945 | J09 | Lille OSC                | Dom. | 3 - 1    | Brusseaux 52e, Alpsteg 59e 88e                  | 14     |
| 28/10/1945 | J10 | FC Metz                  | Ext. | 0 - 3    | Rodriguez 35e 66e, Alpsteg 77e                  | 16     |
| 04/11/1945 | J11 | Le Havre AC              | Dom. | 5 - 1    | Rodriguez 7e 47e 88e , Scallon 25e              | 18     |
| 11/11/1945 | J12 | RC Lens                  | Ext. | 6 - 1    | Huguet                                          | 18     |
| 18/11/1945 | J13 | FC Girondins de Bordeaux | Dom. | 3 - 1    | Amar 16e, Rodriguez 28e, Brusseaux 40e          | 20     |
| 02/12/1945 | J14 | Stade rennais UC         | Ext. | 2 - 3    | Scallon 10e , Rich 42e                          | 22     |
| 25/12/1945 | J15 | RC Paris                 | Dom. | 3 - 2    | Rodriguez 9e, Scallon 11e, Brusseaux 79e        | 24     |
| 23/12/1945 | J16 | Lyon OU                  | Dom. | 4 - 0    | Scallon 51e 60e, Brusseaux 57e, Rodriguez 89e   | 26     |
| 30/12/1945 | J17 | FC Sochaux               | Ext. | 4 - 4    | Scallon 3e , Rodriguez 87e                      | 27     |

L’ASSE est champion d’automne avec 4 points d’avance sur Lille.

#### Matchs retours
| Date       | N o | Adversaire               | Lieu | Résultat | Buteurs pour Saint-Étienne           | Points |
| ---------- | --- | ------------------------ | ---- | -------- | ------------------------------------ | ------ |
| 13/01/1946 | J18 | CO Roubaix-Tourcoing     | Ext. | 3 - 2    | Rich 9e, Alpsteg 75e                 | 27     |
| 20/01/1946 | J19 | Olympique de Marseille   | Ext. | 4 - 2    | Alpsteg 4e, Rich 43e                 | 27     |
| 27/01/1946 | J20 | FC Rouen                 | Ext. | 2 - 1    | Lauer 46e                            | 27     |
| 10/02/1946 | J21 | RC Strasbourg            | Dom. | 0 - 0    | -                                    | 28     |
| 17/02/1946 | J22 | FC Sète                  | Ext. | 1 - 1    | Alpsteg 55e                          | 29     |
| 17/02/1946 | J23 | Stade de Reims           | Dom. | 2 - 3    | Lauer 64e (pen.), Huguet 85e         | 29     |
| 10/03/1946 | J24 | Red Star Olympique       | Ext. | 3 - 2    | Alpsteg 44e, Rodriguez               | 29     |
| 24/03/1946 | J25 | AS Cannes                | Dom. | 2 - 1    | Alpsteg , Rodriguez 54e              | 31     |
| 21/04/1946 | J28 | Le Havre AC              | Ext. | 0 - 2    | Rodriguez 13e, Alpsteg 88e           | 33     |
| 27/04/1946 | J29 | RC Lens                  | Dom. | 2 - 1    | Alpsteg 50e 78e                      | 35     |
| 01/05/1946 | J26 | Lille OSC                | Ext. | 8 - 0    | -                                    | 35     |
| 05/05/1946 | J30 | FC Girondins de Bordeaux | Ext. | 1 - 3    | Alpsteg 3e 5e, Rodriguez 56e         | 37     |
| 12/05/1946 | J31 | Stade rennais UC         | Dom. | 4 - 2    | Alpsteg 65e 86e, Brusseaux 69e       | 39     |
| 23/05/1946 | J27 | FC Metz                  | Dom. | 3 - 1    | Alpsteg 8e, Lauer 39e, Rodriguez 57e | 41     |
| 26/05/1946 | J32 | Lyon OU                  | Ext. | 3 - 3    | Rodriguez 20e 59e, Lauer 48e         | 42     |
| 30/05/1946 | J33 | RC Paris                 | Ext. | 4 - 1    | Lauer 5e (pen.)                      | 42     |
| 02/06/1946 | J34 | FC Sochaux               | Dom. | 1 - 0    | Lauer 43e (pen.)                     | 44     |

#### Classement
| Rang | Équipe                   | Pts | J  | G  | N  | P  | Bp | Bc | GA    |
| ---- | ------------------------ | --- | -- | -- | -- | -- | -- | -- | ----- |
| 1    | Lille OSC C              | 45  | 34 | 19 | 7  | 8  | 89 | 44 | 2,023 |
| 2    | AS Saint-Étienne         | 44  | 34 | 20 | 4  | 10 | 86 | 68 | 1,265 |
| 3    | CO Roubaix-Tourcoing     | 41  | 34 | 15 | 11 | 8  | 60 | 38 | 1,579 |
| 4    | Stade de Reims           | 40  | 34 | 15 | 10 | 9  | 68 | 48 | 1,417 |
| 5    | Stade rennais UC         | 37  | 34 | 13 | 11 | 10 | 57 | 52 | 1,096 |
| 6    | RC Lens                  | 36  | 34 | 14 | 8  | 12 | 72 | 57 | 1,263 |
| 7    | FC Rouen                 | 36  | 34 | 14 | 8  | 12 | 53 | 47 | 1,128 |
| 8    | RC Paris                 | 35  | 34 | 16 | 3  | 15 | 56 | 52 | 1,077 |
| 9    | Olympique de Marseille   | 34  | 34 | 12 | 10 | 12 | 70 | 65 | 1,077 |
| 10   | AS Cannes                | 34  | 34 | 12 | 10 | 12 | 52 | 56 | 0,929 |
| 11   | Red Star Olympique       | 33  | 34 | 12 | 9  | 13 | 63 | 60 | 1,05  |
| 12   | RC Strasbourg            | 33  | 34 | 13 | 7  | 14 | 53 | 62 | 0,855 |
| 13   | FC Sète T                | 32  | 34 | 13 | 6  | 15 | 63 | 65 | 0,969 |
| 14   | FC Girondins de Bordeaux | 31  | 34 | 11 | 9  | 14 | 65 | 66 | 0,985 |
| 15   | Lyon OU                  | 31  | 34 | 11 | 9  | 14 | 52 | 78 | 0,667 |
| 16   | Le Havre AC              | 30  | 34 | 13 | 4  | 17 | 48 | 68 | 0,706 |
| 17   | FC Metz                  | 25  | 34 | 10 | 5  | 19 | 40 | 77 | 0,519 |
| 18   | FC Sochaux               | 15  | 34 | 4  | 7  | 23 | 35 | 79 | 0,443 |

Résultat
- Champion de France 1945-1946
- Vice-champion de France 1945-1946

Relégation
- 15e et 18e : relégation en Division 2

Abréviation
T : Tenant du titre

C : Vainqueur de la Coupe de France 1945-46
- En cas d'égalité entre deux clubs, le premier critère de départage est la moyenne de buts.

### Coupe de France

#### Tableau récapitulatif des matchs
| Date       | N o           | Adversaire | Lieu | Résultat | Buteurs pour Saint-Étienne | Suite    |
| ---------- | ------------- | ---------- | ---- | -------- | -------------------------- | -------- |
| 16/12/1945 | 64e de finale | Annemasse  | -    | 1 - 0    | -                          | Éliminés |

### Statistiques

#### Buteurs
| Place | Nom               | Division 1 | Coupe de France | TOTAL des BUTS |
| 1     | Antoine Rodriguez | 22 buts    | -               | 22 buts        |
| 2     | René Alpsteg      | 18 buts    | -               | 18 buts        |
| 3     | Hector Scallon    | 16 buts    | -               | 16 buts        |
| 4     | Michel Brusseaux  | 10 buts    | -               | 10 buts        |
| 5     | Jean Lauer        | 6 buts     | -               | 6 buts         |
| 6     | Kader Firoud      | 5 buts     | -               | 5 buts         |
| 7     | Joseph Rich I     | 3 buts     | -               | 3 buts         |
| 8     | Antoine Cuissard  | 2 buts     | -               | 2 buts         |
| 8     | Guy Huguet        | 2 buts     | -               | 2 buts         |
| 10    | Albert Haroux     | 1 but      | -               | 1 but          |
| 10    | Abdelkader Amar   | 1 but      | -               | 1 but          |
| Total | 11 buteurs        | 86 buts    | -               | 48 buts        |

Date de mise à jour : le 22 septembre 2014.

### Équipe de France
Un seul Stéphanois aura les honneurs de l’Equipe de France cette année en la personne de Antoine Cuissard qui jouera 4 rencontres de l’Equipe de France.
| Joueurs          | Position | Date       | Lieu     | Adversaire      | Score | Temps de jeu | Buts |
| Antoine Cuissard | Demi     | 07.04.1946 | Colombes | Tchécoslovaquie | 3- 0  | 90           | -    |
| Antoine Cuissard | Demi     | 14.04.1946 | Lisbonne | Portugal        | 2 - 1 | 90           | -    |
| Antoine Cuissard | Demi     | 05.05.1946 | Colombes | Autriche        | 3- 1  | 90           | -    |
| Antoine Cuissard | Demi     | 19.05.1946 | Colombes | Angleterre      | 2- 1  | 90           | -    |